# Tiermes
Tiermes est une ville celtibère située dans les limites de la source de la vallée du Duero dans le haut plateau et la vallée du Tage, à plus de 1 200 mètres d'altitude. C'était un oppidum celtibère et plus tard un municipe romain (dont le nom était Termes, et le nom de ses habitants, termestinos). Elle était une alliée de Numance pendant les guerres celtibères.
Il est situé dans la municipalité de Montejo de Tiermes, province de Soria, communauté autonome de Castille-et-León (Espagne), à la frontière avec les provinces de Ségovie et Guadalajara. À proximité se trouve la chapelle Sainte-Marie de Tiermes.
Le site de Tiermes est intégré au projet Territoire d'Iberkeltia (es).

## Toponymie
Le nom « Termancia », parfois utilisé par les savants à la fin du xixe siècle et dans la première moitié du xxe siècle, est un terme toponymique assez moderne, utilisé par homophonie avec Numancia. L'ancien nom était «Termes» ou « Tarmes », dont le sens indo-européen semble faire référence à son caractère montagnard et accidenté, et peut-être à la proximité d'une rivière. Le terme devient « Tiermes » au Moyen Âge par diphtongaison vocalique, courante en espagnol et reste le nom actuel du site,,.
D'autres versions, plus anciennes, de l'étymologie du lieu ont aussi été proposées. Selon l'une, la similitude du nom « Tiermes » avec celui d'une autre localité, dans la province de Madrid, avec l'orthographe «Tielmes» et le “Soriano Tiermes” qui était parfois orthographié Tielmes par erreur (par exemple, sur la carte topographique de 1960, feuille 405) pouvait faire penser à une relation entre ces noms. Il y a aussi une localité appelée « Tiermas » près du réservoir de Yesa, dans ce cas en raison de l'existence de sources chaudes à proximité.
De même pour certains érudits, l'origine du nom Tiermes ou Tielmes devait être trouvée dans les grottes qui caractérisent les deux villes; pour ces auteurs il vient de la racine indo-européenne term-, percer, racine qui a aussi donné les mots termes et termites, insectes qui creusent des galeries.
Ce qui est documenté, c'est qu'un nom occasionnel donné aux anciens Termes, selon certaines sources littéraires de l'époque romaine, était « Termesos », peut-être parce qu'il y avait une ville du même nom en Asie Mineure. Selon certains ouvrages, par exemple celui de Martínez Caballero, Bescós et Aldecoa, au Moyen Âge Tiermes s'appelait « Griza », ce qui signifie lieu troué, et comme tel, il apparaît dans le Cantar de mio Cid. Ils soulignent également qu'au xviiie siècle, Tiermes était appelée « Las Cuevas » (traduction : « Les Grottes ») par les habitants, bien que le souvenir qu'il s'agissait de l'ancien Termes n'a jamais été perdu, dont le nom est resté dans l'église de Santa María de Tiermes, ou « Termis » dans les documents latins.
Les données les plus récentes confirment que le nom utilisé par les celtibères était Termes et ses habitants nommés Termestinus ou Termestini par les romains. Le nom de Termentia utilisé par tradition puis transformé en Termencia. Le nom de Tiermes est l'héritier linguistique correct de Termes.

## Historique

### Premières populations
Les données sur le peuplement le plus ancien dans la région permettent de le dater du néolithique grâce à différentes découvertes. L'occupation de Tiermes commence à l'âge du bronze dans la ville de Carratiermes. Il se poursuit aux premiers et seconds âges du fer, et dans le monde celtibère dans la nécropole de Carratiermes et l'oppidum de Termes.

### Époque celtibère et romaine

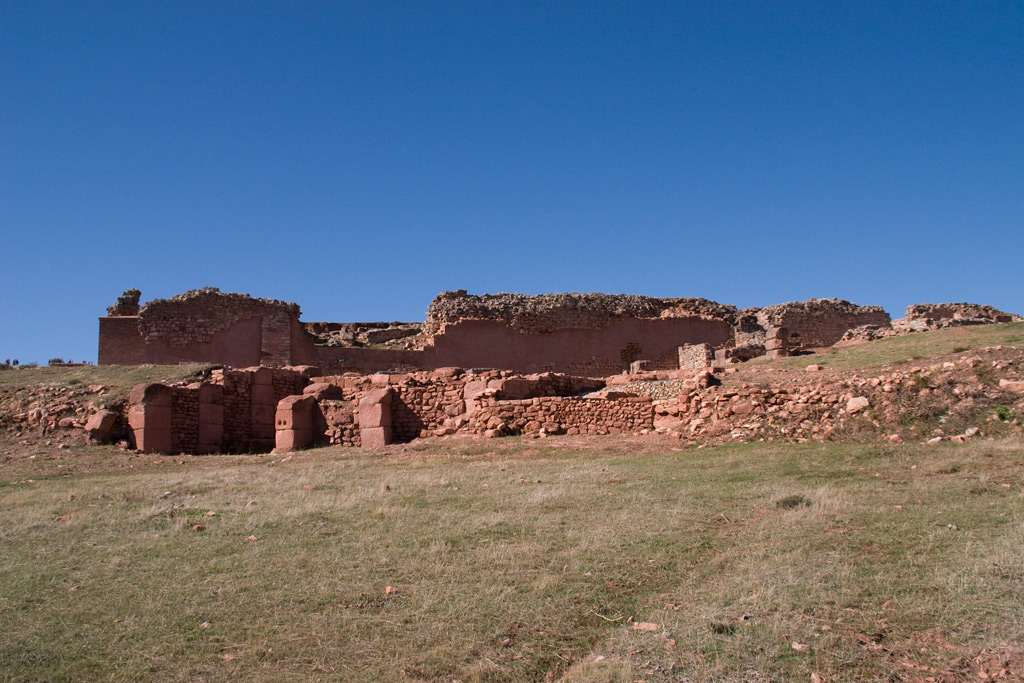
Forum de l'époque flavienne

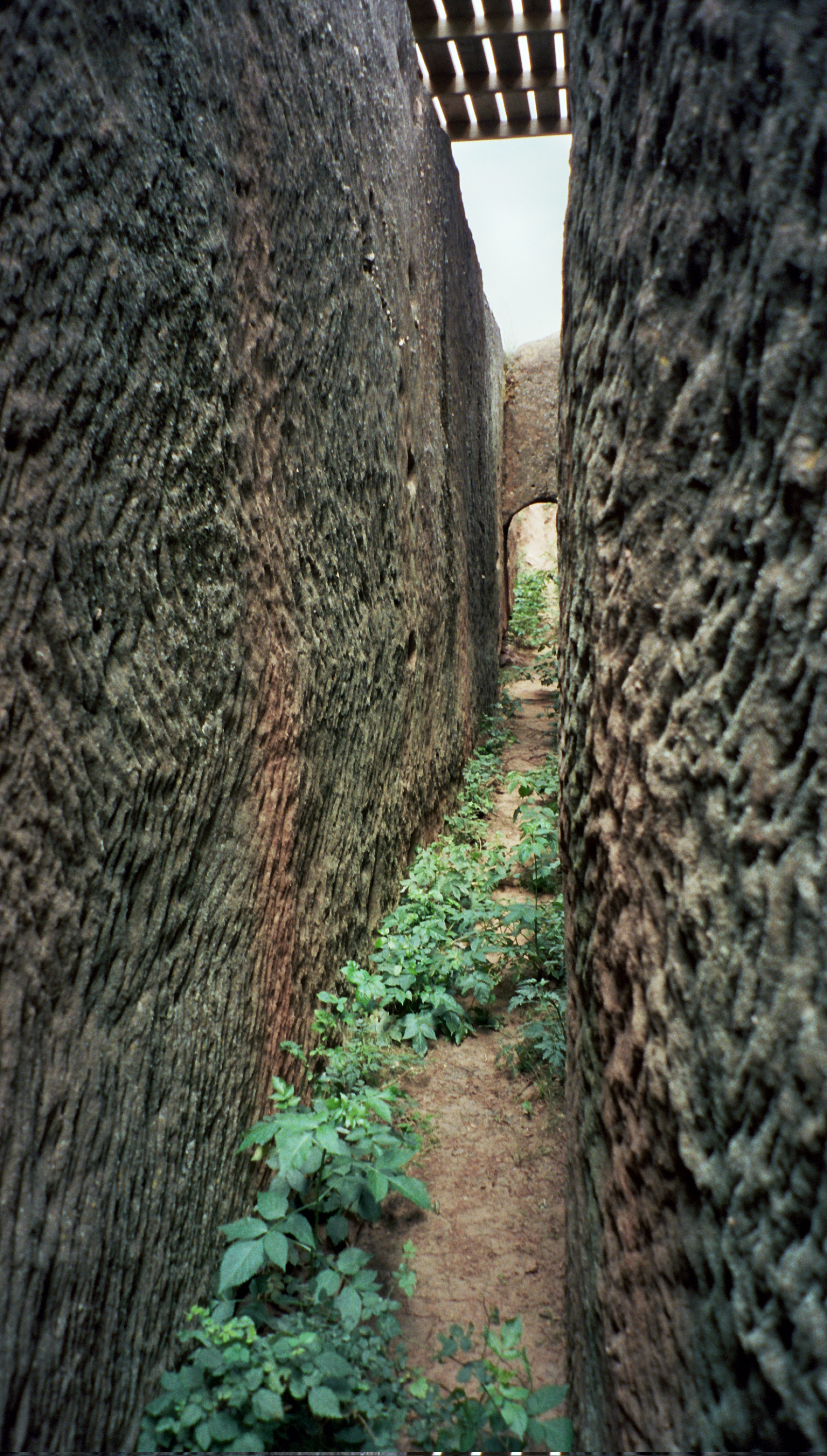
Aqueduc de Tiermes taillé dans la roche

A l'époque romaine, Termes avait la catégorie de municipium, peut-être accordée sous le règne de l'empereur Tibère, avec de grands édifices publics, deux forums, l'un de l'époque julio-claudienne et l'autre de l'époque flavienne, des thermes, un éventuel théâtre, un aqueduc et un urbanisme d'aménagement adapté aux caractéristiques de situation de la ville sur un éperon gréseux entouré de falaises, de gorges fluviales et de forêts.
La richesse de Tiermes à l'époque celtibère et romaine provenait peut-être de l'élevage ovin, il y avait des indications d'une transhumance annuelle des troupeaux entre le plateau nord et les terres d'Estrémadure, et du contrôle des gisements de minerai de fer et d'autres métaux dans la région d'influence. Le professeur Carlos Jordán, de l'Université de Saragosse, à travers des recherches paléographiques et philologiques, a lié à Termes un atelier monétaire de l'époque romaine qui frappait des pièces entre la seconde moitié du IIe siècle av. J.-C. et début du Ier siècle av. J.-C.

### Période wisigothe et Moyen Âge
La zone a survécu à l'époque wisigothique, et l'on y trouve de cette époque les tombes wisigothiques du forum et les vestiges décoratifs d'une potentielle basilique. Tiermes est toujours habitée durant la période médiévale et de cette époque, se distinguent les vestiges suivants:
- La nécropole rupestre de la rivière (Haut Moyen Âge).
- La nécropole de tombes à dalle de l'ermitage (Moyen Âge tardif).
- L'église romane de Santa María de Tiermes.
- Le monastère de Santa María de Tiermes, mentionné par les sources et aujourd'hui disparu.

On peut considérer les colonies ségoviennes de Santibáñez de Ayllón (es), d'Estebanvela (es) (Ayllón) et la nécropole de Castiltierra (es) (Fresno de Cantespino) comme faisant partie de la zone d'influence de Tiermes.

### Période musulmane et Reconquête
Tiermes et sa région ont été une région frontalière entre chrétiens et musulmans du VIIIe au XIe siècle mais souffrant d'un grave abandon. Après la reconquête chrétienne, malgré une première tentative de restauration de la vieille ville, la population termestina, déjà dispersée dans de petites villes et quartiers, a fini par disparaître, absorbée par d'autres villes voisines (Pedro, Sotillos, Manzanares, Carrascosa, Valderromán, Jurdiel... ), avec Caracena devenant, depuis la fin du Moyen Âge, le chef-lieu de la région de la Communauté de Villa et Tierra de Caracena et remplaçant Tiermes dans son rôle de capitale.

### XVIesiècle
C'est au XVIe siècle que la présence d'habitants et d'un village à Tiermes sont mentionnés pour la dernière fois. L'église de Santa María de Tiermes est devenue un ermitage.

### Époque contemporaine
Actuellement, Tiermes reste le centre de dévotion religieuse dans le sud-ouest de Soria, avec deux pèlerinages annuels qui ont lieu le premier samedi de juin (par accord de la Confrérie de Santa María de Tiermes depuis 2013) et le 12 octobre de chaque année.

## Fouilles archéologiques
En 2018, des prospections géophysiques (relevés magnétométriques) ont permis d'identifier de nouvelles zones d'habitation à l'intérieur des murs de la ville, ainsi que des structures jusque-là inconnues en dehors de l'extension supposée de la ville, plus précisément aux extrémités ouest et est de la colline. Dans le cas des structures occidentales, on pense qu'elles sont antérieures à la ville romaine de Termantia/Termes formant une partie de la colonie de l'âge du fer sur la colline. Les structures orientales n'ont pas encore de chronologie fixe et pourraient faire partie d'une extension jusqu'alors inconnue de la colonisation romaine.

## Géologie du site

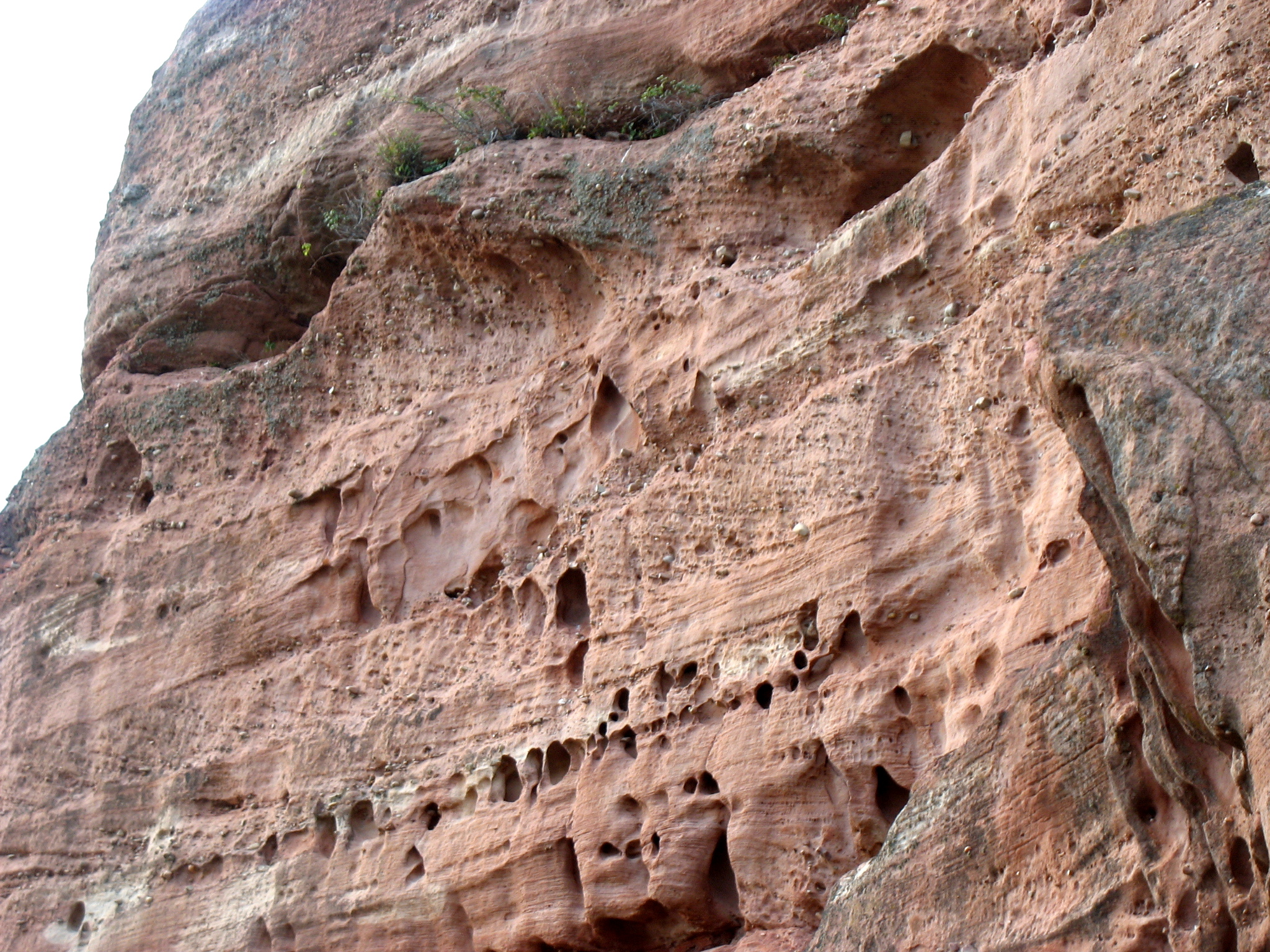
Détail des grès et des conglomérats de Buntsandstein (Trias inférieur) sur le site, montrant une structure sédimentaire et une altération de surface de type taffoni.

Les roches sur lesquelles repose le site – et la plupart de celles utilisées pour les travaux de maçonnerie – correspondent à des grès et des conglomérats rougeâtres au profil typique du Buntsandstein (Trias, entre 251 et 201 millions d'années).